# Xavier Riddle and the Secret Museum
Xavier Riddle and the Secret Museum este un serial de televiziune animat canadiano-american creat de Brad Meltzer și produs de Brown Bag Films, 9 Story Media Group și PBS Kids.

## Premiză
Serialul implică Xavier Riddle cu sora sa Yadina Riddle și prietenul lor Brad. În fiecare episod se întâlnește o problemă sau o dificultate. Ei merg la Muzeul Secret, să călătorească în timp în trecut, să observe, să interacționeze și să învețe de la eroii istorici. Se întorc apoi în prezent și își folosesc experiența pentru a rezolva problema.

## Distribuție
- Aidan Vissers ca Xavier Riddle
- Zoe Hatz ca Yadina Riddle
- Wyatt White ca Brad Scott